# Chitulia bituberculata
Chitulia bituberculata  — отруйна змія з роду Chitulia родини Аспідові. Інша назва «морська змія Петерса».

## Опис
Загальна довжина досягає 1—1,1 м. Голова сплощена. Носові щитки поєднані. Тулуб циліндричний, задня половина якого сплощена, а передня — тонка. Луска кілевата з невеличкими горбиками, навколо тулуба проводить у 43—50 рядків. Черевних щитків 247–290, підхвостових — 41—52. Хвіст плаский.
Голова зверху чорна, а знизу сірого кольору. Навколо очей є світлі кільця. Губи світлі. Забарвлення спини синювато-сіре з 37—51 широкими чорними смугами. Хвіст складається з 6—10 чорних смуг. Черево світле.

## Спосіб життя
Усе життя проводить у воді, біля узбережжя. Харчується рибою, особливо вуграми.
Отрута досить потужна й небезпечна для людини. Втім немає фактів смертельних випадків від укусу цієї змії.
Це яйцеживородна змія. Самиця народжує 3 дитинчати.

## Розповсюдження
Мешкає біля узбережжя Таїланду, Нікобарських островів (Індія), о.Шрі-Ланка.